# Amistad (film)
Az Amistad 1997-ben bemutatott amerikai filmdráma, melyet Steven Spielberg rendezett. A film az emberi jogok történetének egyik jelentős, megtörtént eseménysorozatát dolgozza fel.

## Rövid leírás
Az igaz történeten alapuló, 1839-ben és az azt követő években játszódó film egy csoportnyi, rabszolgasorba szánt afrikai hihetetlen tengeri útjának krónikáját idézi fel. A spanyol rabszolga-kereskedők által elfogott, hazájukban addig szabad emberként élt afrikaiak az Atlanti-óceán nyugati partvidékéhez közeledve, útban az amerikai kontinens felé, fellázadnak elrablóik ellen és elfoglalják azok hajóját, a La Amistadot, hogy megpróbáljanak visszatérni szülőföldjükre. Az amerikai haditengerészet azonban elfogja a hajót, a foglyokat pedig az Államokba viszik, hogy ott büntetőeljárást indítsanak ellenük, emberölés vádjával. Az ebből kibontakozó jogi procedúra hamarosan a nemzetközi figyelmet is felkelti, és alapjaiban ingatja meg az amerikai igazságszolgáltatást.

## Szereplők
| Karakter                                      | Színész               | Magyar hang      |
| --------------------------------------------- | --------------------- | ---------------- |
| Theodore Joadson                              | Morgan Freeman        | Rajhona Ádám     |
| Martin Van Buren                              | Nigel Hawthorne       | Velenczey István |
| John Quincy Adams                             | Anthony Hopkins       | Fodor Tamás      |
| Cinque                                        | Djimon Hounsou        | Bozsó Péter      |
| Baldwin                                       | Matthew McConaughey   | Széles László    |
| Forsyth külügyminiszter                       | David Paymer          | Barbinek Péter   |
| Holabird                                      | Pete Postlethwaite    | Szakácsi Sándor  |
| Tappan                                        | Stellan Skarsgård     | Galambos Péter   |
| Yamba                                         | Razaaq Adoti          |                  |
| Fala                                          | Abu Bakaar Fofanah    |                  |
| II. Izabella királynő                         | Anna Paquin           | Mánya Zsófi      |
| Calderon                                      | Tomas Milian          | Izsóf Vilmos     |
| James Covey zászlós                           | Chiwetel Ejiofor      | Kálid Artúr      |
| Buakei                                        | Derrick N. Ashong     |                  |
| Ruiz                                          | Geno Silva            |                  |
| Montes                                        | John Ortiz            |                  |
| Gedney hadnagy                                | Ralph Brown           |                  |
| Meade hadnagy                                 | Darren E. Burrows     |                  |
| Juttson bíró                                  | Allan Rich            | Láng József      |
| Ügyvéd                                        | Paul Guilfoyle        | Mihályi Győző    |
| Fitzgerald kapitány                           | Peter Firth           | Wohlmuth István  |
| Hammond                                       | Xander Berkeley       | Rosta Sándor     |
| Coglin bíró                                   | Jeremy Northam        | Rékasi Károly    |
| John C. Calhoun                               | Arliss Howard         | Horányi László   |
| Gibbs professzor                              | Austin Pendleton      | Cs. Németh Lajos |
| Espatero tábornok                             | Pedro Armendáriz, Jr. | Uri István       |
| Joseph Story, a Legfelsőbb Bíróság társbírája | Harry A. Blackmun     | Versényi László  |

## Történelmi háttér
A La Amistad (spanyolul: barátság) rabszolgaszállító hajó volt, amely a kubai Havannáról Puerto Principe-be (ma Camagüey) való útja során kitört rabszolgalázadás miatt híresült el. A hajó a 19. században, Amerikában épült kétárbócos szkúner volt, és egy Kubában élő spanyol rabszolga-kereskedő tulajdonában állva Afrikában szabadon élő emberek csoportját szállította az amerikai kontinensre rabszolgának. 1839. július 2-án azonban a hajón szállított 53 rab (49, a nyugat-afrikai mende néphez tartozó, a mai Sierra Leonéből származó felnőtt és 4 gyerek) fellázadt és átvették a hajó felett az irányítást.
A lázadásról a következő időszakban értesült az amerikai haditengerészet, melynek USS Washington nevű hajója a Long Island-i öbölben feltartóztatta és elfogta az Amistadot. Mivel az elfogást amerikai egységek hajtották végre, az ügyben indított eljárást is annak Legfelsőbb Bírósága folytathatta le. Ez 1841-ben először tulajdonjogi perként indult meg, később emberijogi perré módosult a kérdésessé vált státuszú afrikaiak ügyében (hiszen 1808-tól már jogszabály tiltotta a rabszolgaimportot az USA területére). A hajó ügye egyik jelképévé vált a rabszolgaság eltörléséért küzdő abolicionista mozgalmaknak az Egyesült Államokban.